# Prestonia speciosa
Prestonia speciosa är en oleanderväxtart som beskrevs av John Donnell Smith. Prestonia speciosa ingår i släktet Prestonia och familjen oleanderväxter. Inga underarter finns listade i Catalogue of Life.